# Еми Куси
Еми Куси је угашени вулкан на јужној страни планинског масива Тибести у Сахари. То је највиши врх Сахаре, а налази се у северном делу Чада. Висок је 3445 м, а широк до 80 км. Има облик штита, односно низак је и широк. Међутим, иако такав облик вулкана обично настаје изливањем житке лаве, Еми Куси је изграђен од пирокластичног материјала. На њему се налазе две калдере.